# Laura Imai Messina

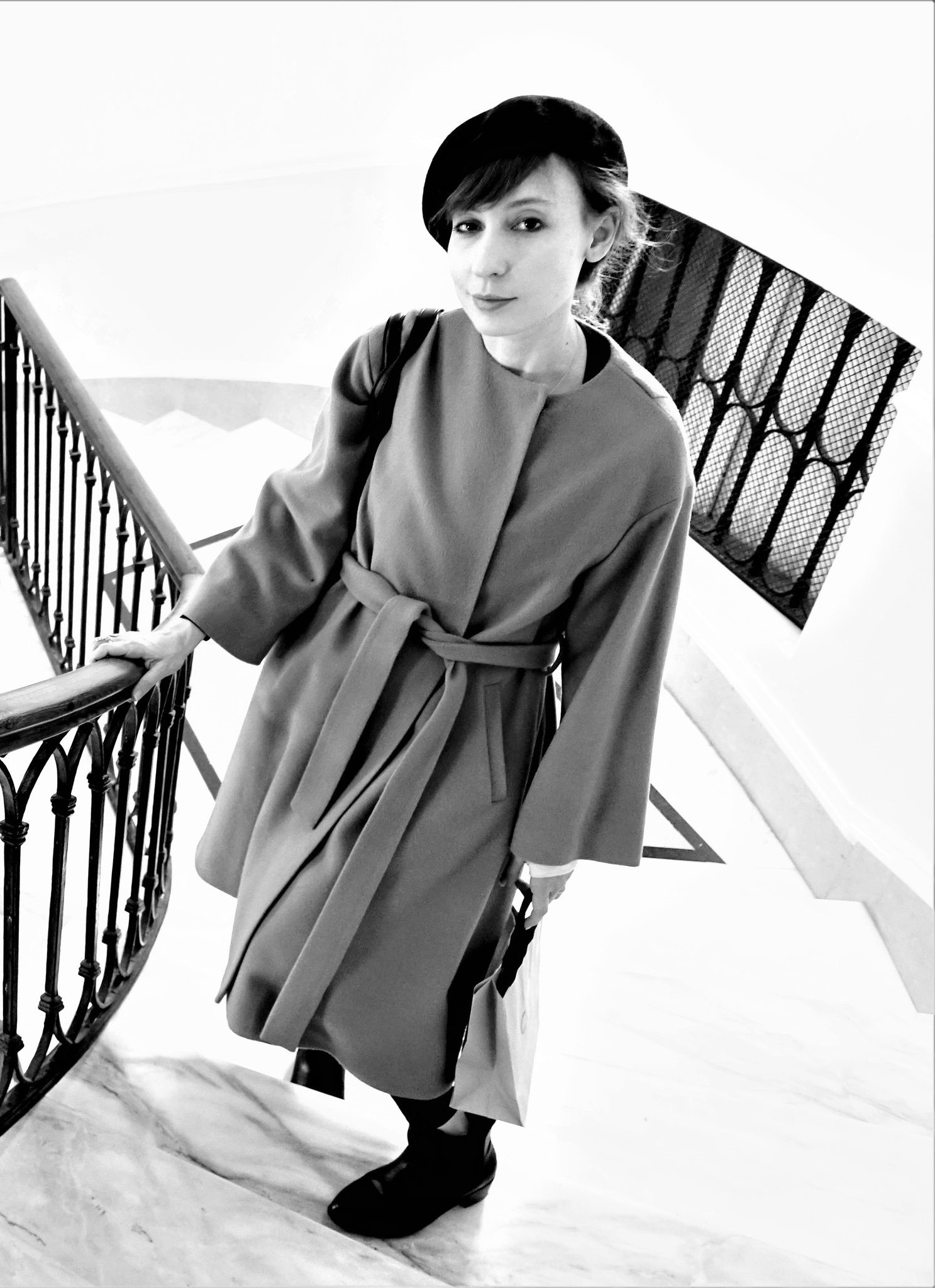
Laura Imai Messina (2023)

Laura Imai Messina (japanisch ラウラ 今井 メッシーナ; * 16. August 1981 in Rom) ist eine italienische Schriftstellerin mit Wohnsitz in Tokio.

## Leben und Karriere
Laura Imai Messina studierte an der Universität La Sapienza in Rom Literatur. Anschließend ging sie im Alter von 23 Jahren nach Tokio, um ihre Sprachkenntnisse zu vertiefen, und lebt seit dem dort. Nachdem sie ihr Studium an der International Christian University in Mitaka mit einer Arbeit über die japanische Schriftstellerin Yōko Ogawa mit einem Master abgeschlossen hatte, promovierte sie über das Thema Materialität in der japanischen und europäischen Literatur an der Fremdsprachen-Universität Tokyo. Später arbeitete sie als Dozentin an verschiedenen Universitäten. Außerdem arbeitet sie mit italienischen Kultureinrichtungen und dem japanischen Fernsehsender NHK zusammen. Sie lebt mit ihrem Ehemann und ihren zwei Söhnen in der Nähe von Tokio.
Ab 2014 veröffentlichte sie mehrere Bücher in ihrer Muttersprache, die in Japan spielen, und in andere Sprachen übersetzt wurden.
Ihr Roman Die Telefonzelle am Ende der Welt erfreute sich besonders in Italien und Großbritannien großer Beliebtheit und stand dort wochenlang auf der Bestsellerliste. Das Buch wurde in zahlreiche Sprachen übertragen, auch ins Deutsche. Es setzt sich mit der Trauer auseinander und handelt von dem ersten Windtelefon, das im japanischen Ōtsuchi steht und dazu dient, Gespräche mit Verstorbenen zu führen, um so die eigene Trauer zu bewältigen. Auf buecherrezension.org wurde es folgendermaßen rezensiert: „Mit ihrem Buch gelingt es Laura Imai Messina, durch Positives zu trösten, ohne in hohle positive-thinking-Floskeln zu verfallen.“ Es sei „das schönste, überzeugendste und feinfühligste Trostbuch“. Auf Literaturmarkt.info urteilte Susanne Fleischer über die Autorin von Die Telefonzelle am Ende der Welt: „Die Italienerin ist eine wundervolle Geschichtenerzählerin, ein großes Talent, von dem man unbedingt mehr, viel mehr lesen möchte.“
Auch ihr Roman Das verborgene Leben der Farben erfreute sich positiver Kritik. Helen Hoff schrieb in der SZ: „Es ist eine Geschichte mit leisen Tönen zwischen den Zeilen, die entschleunigen und vielleicht auch den eigenen Blickwinkel ändern können.“ Auf buechertreff.de stand in der Rezension: „„Das verborgene Leben der Farben“ ist ein sehr ruhiger Roman, in dem sich vieles in Gesprächen und Beschreibungen abspielt. Die Autorin schafft immer wieder Kontraste und das nicht nur zwischen Farben, sondern auch verschiedenen Handlungselementen, Hochzeit und Tod sind dabei die offensichtlichsten, …“. Die Schweizer Website World of Games urteilte: „Laura Imai Messina versteht es meisterhaft, die magische Kraft des Alltäglichen freizulegen. … "Das verborgene Leben der Farben" ist ein grossstädtisches Märchen, das die Macht hat uns zu verzaubern.“

## Veröffentlichungen (Auswahl)
- Non oso dire la gioia (Ich wage es nicht, die Freude auszusprechen).Edizione Piemme, Mailand 2018, ISBN 978-88-56663075.
- La vie giaponnese all armonia (Der japanische Weg zur Harmonie). Vallardi 2018, ISBN 978-88-69878411.
- Tōkyō tutto l’anno. Viaggio sentimentale nella grande metropoli (Tokio das ganze Jahr über. Sentimentale Reise durch die große Metropole). Giulio Einaudi editore, Mailand 2020, ISBN 978-88-06252854.
- Tokyo orizzontale (Tokio in der Horizontale). Edizione Piemme, Mailand 2020, ISBN 978-88-55446020.
- Quel che Affidiamo al Vento. Edizione Piemme, Mailand 2021, ISBN 978-88-55446594.
  - Die Telefonzelle am Ende der Welt. Roman. Deutsch von Judith Schwaab, btb Verlag München 2021, ISBN 978-3-442-75896-8.
- Le vite nascoste die colori. Giulio Einaudi editore, Mailand 2021, ISBN 978-88-06248475.
  - Das verborgene Leben der Farben. Deutsch von Judith Schwaab, btb Verlag, München 2021, ISBN 978-3-442-76265-1.
- L’isola dei battiti del cuore (Die Insel der Herzschläge). Edizione Piemme, Mailand 2022, ISBN 978-88-56684421.
- Tutti gli indirizzi perduti (Alle verlorenen Adressen). Giulio Einaudi editore, Mailand 2024, ISBN 978-88-06255770.